# Justise Winslow
Pour les articles homonymes, voir Winslow.
Justise Winslow, né le 26 mars 1996 à Houston au Texas, est un joueur américain de basket-ball évoluant aux postes de meneur, ailier et ailier fort. Il mesure 1,95 m.

## Biographie

### Carrière universitaire
Winslow a été quatre ans au lycée St. Johns à Houston, au Texas. Il reçoit le titre Gatorade du meilleur joueur de l'année au Texas en terminant sa saison senior avec 27,5 points, 13,6 rebonds, 3,5 passes décisives, 2,1 contres et 1,8 interception par match avec les Mavericks, qui battent pour la troisième fois en quatre ans Kinkaid et remportent la SPC Division I.
En 2014, Winslow part à l'université de Duke où il joue pour les Blue Devils. Il tourne à 14 points et cinq rebonds de moyenne durant les cinq premiers matchs avec Duke. Son entraîneur, Mike Krzyzewski, compare les matchs de Winslow à ceux des anciennes stars de Duke Tommy Amaker et Grant Hill. Le 9 février 2015, il est nommé ACC Freshman de la semaine. Il reçoit aussi une mention d'All-ACC performer. Durant le tournoi NCAA, il a des moyennes de 14,3 points et 9,3 rebonds par match et mène son équipe jusqu'au titre de champion. Il s'inscrit ensuite pour la Draft 2015 de la NBA, sans aller au terme de son cursus universitaire.

### Carrière professionnelle

#### Heat de Miami (2015-2020)
Il est drafté en 10e position par le Heat de Miami.
Sa saison de sophomore est marquée par les blessures, d'abord en manquant seize rencontres à cause de son poignet gauche puis le reste de la saison à partir du 4 janvier 2017 pour une déchirure du labrum.
Le 12 octobre 2018, il signe une extension de contrat de trois ans et 39 millions de dollars.

#### Grizzlies de Memphis (2020-2021)
Le 5 février 2020, il est envoyé aux Grizzlies de Memphis en échange d'Andre Iguodala peu avant la trade deadline.

#### Clippers de Los Angeles (2021-2022)
En août 2021, il s'engage pour deux saisons en faveur des Clippers de Los Angeles,.

#### Trail Blazers de Portland (2022-2023)
Le 4 février 2022, Justise Winslow, Eric Bledsoe, Keon Johnson et un futur second tour de draft partent aux Trail Blazers de Portland en échange de Norman Powell et Robert Covington.

#### Raptors de Toronto (février 2024)
En février 2024, Winslow signe un contrat de 10 jours en faveur des Raptors de Toronto mais ne joue pas avec la franchise canadienne.

## Palmarès
- NCAA champion (2015)
- McDonald’s All-American (2014)
- Parade All-American (2014)

## Statistiques

### Universitaires
Les statistiques de Justise Winslow en matchs universitaires sont les suivantes :
| Saison    | Équipe | Matchs | Titul. | Min./m | % Tir | % 3pts | % LF | Rbds/m. | Pass/m. | Int/m. | Ctr/m. | Pts/m. |
| --------- | ------ | ------ | ------ | ------ | ----- | ------ | ---- | ------- | ------- | ------ | ------ | ------ |
| 2014-2015 | Duke   | 39     | 39     | 29,1   | 48,6  | 41,8   | 64,1 | 6,46    | 2,10    | 1,33   | 0,87   | 12,62  |

### Professionnelles

#### Saison régulière
| Saison    | Équipe        | Matchs | Titul. | Min./m | % Tir | % 3pts | % LF | Rbds/m. | Pass/m. | Int/m. | Ctr/m. | Pts/m. |
| --------- | ------------- | ------ | ------ | ------ | ----- | ------ | ---- | ------- | ------- | ------ | ------ | ------ |
| 2015-2016 | Miami         | 78     | 8      | 28,6   | 42,2  | 27,6   | 68,4 | 5,17    | 1,50    | 0,87   | 0,33   | 6,44   |
| 2016-2017 | Miami         | 18     | 15     | 34,7   | 34,9  | 18,9   | 61,7 | 5,22    | 3,61    | 1,50   | 0,33   | 10,89  |
| 2017-2018 | Miami         | 68     | 25     | 24,7   | 42,4  | 38,0   | 63,5 | 5,44    | 2,18    | 0,79   | 0,49   | 7,78   |
| 2018-2019 | Miami         | 66     | 52     | 29,7   | 43,3  | 37,5   | 62,8 | 5,38    | 4,27    | 1,09   | 0,29   | 12,58  |
| 2019-2020 | Miami         | 11     | 5      | 32,0   | 38,8  | 22,2   | 66,7 | 6,64    | 4,00    | 0,64   | 0,45   | 11,27  |
| 2020-2021 | Memphis       | 26     | 1      | 19,5   | 35,2  | 18,5   | 57,1 | 4,54    | 1,92    | 0,58   | 0,46   | 6,85   |
| 2021-2022 | L.A. Clippers | 37     | 1      | 12,9   | 44,7  | 17,2   | 61,0 | 3,60    | 1,40    | 0,60   | 0,50   | 4,20   |
| 2021-2022 | Portland      | 11     | 10     | 26,8   | 40,5  | 27,0   | 56,0 | 6,30    | 2,90    | 1,30   | 0,60   | 10,70  |
| Total     | Total         | 315    | 117    | 25,8   | 41,3  | 31,5   | 63,4 | 5,10    | 2,50    | 0,90   | 0,40   | 8,40   |

#### Playoffs
| Saison | Équipe  | Matchs | Titul. | Min./m | % Tir | % 3pts | % LF | Rbds/m. | Pass/m. | Int/m. | Ctr/m. | Pts/m. |
| ------ | ------- | ------ | ------ | ------ | ----- | ------ | ---- | ------- | ------- | ------ | ------ | ------ |
| 2016   | Miami   | 13     | 2      | 25,4   | 43,2  | 27,8   | 70,0 | 4,85    | 0,62    | 0,62   | 0,31   | 6,92   |
| 2018   | Miami   | 5      | 0      | 25,0   | 35,7  | 36,8   | 70,6 | 6,60    | 2,60    | 0,80   | 0,80   | 9,80   |
| 2021   | Memphis | 1      | 0      | 2,8    | 0,0   | 0,0    | 0,0  | 1,00    | 1,00    | 0,00   | 0,00   | 0,00   |
| Total  | Total   | 19     | 2      | 24,1   | 40,5  | 32,4   | 70,2 | 5,11    | 1,16    | 0,63   | 0,42   | 7,32   |

## Records sur une rencontre en NBA
Les records personnels de Justise Winslow en NBA sont les suivants, :
| Type de statistique        | Saison régulière | Saison régulière          | Saison régulière | Playoffs | Playoffs                | Playoffs      |
| Type de statistique        | Record           | Adversaire                | Date             | Record   | Adversaire              | Date          |
| -------------------------- | ---------------- | ------------------------- | ---------------- | -------- | ----------------------- | ------------- |
| Points                     | 28               | @ Lakers de Los Angeles   | 10 décembre 2018 | 19       | 76ers de Philadelphie   | 19 avril 2018 |
| Paniers marqués            | 11               | 3 fois                    | 3 fois           | 4        | 6 fois                  | 6 fois        |
| Paniers tentés             | 21               | 2 fois                    | 2 fois           | 11       | 76ers de Philadelphie   | 19 avril 2018 |
| Paniers à 3 points réussis | 6                | @ Lakers de Los Angeles   | 10 décembre 2018 | 4        | 76ers de Philadelphie   | 19 avril 2018 |
| Paniers à 3 points tentés  | 10               | @ Lakers de Los Angeles   | 10 décembre 2018 | 6        | 2 fois                  | 2 fois        |
| Lancers francs réussis     | 7                | @ Magic d'Orlando         | 26 janvier 2022  | 7        | 76ers de Philadelphie   | 19 avril 2018 |
| Lancers francs tentés      | 10               | Timberwolves du Minnesota | 17 novembre 2015 | 8        | 2 fois                  | 2 fois        |
| Rebonds offensifs          | 6                | @ Hawks d'Atlanta         | 3 novembre 2018  | 3        | 2 fois                  | 2 fois        |
| Rebonds défensifs          | 13               | @ Knicks de New York      | 28 février 2016  | 8        | 2 fois                  | 2 fois        |
| Rebonds totaux             | 13               | 6 fois                    | 6 fois           | 10       | 76ers de Philadelphie   | 19 avril 2018 |
| Passes décisives           | 11               | Celtics de Boston         | 10 janvier 2019  | 5        | @ 76ers de Philadelphie | 14 avril 2018 |
| Interceptions              | 4                | 9 fois                    | 9 fois           | 2        | @ Raptors de Toronto    | 15 mai 2016   |
| Contres                    | 3                | 2 fois                    | 2 fois           | 2        | 2 fois                  | 2 fois        |
| Balles perdues             | 6                | 2 fois                    | 2 fois           | 2        | 8 fois                  | 8 fois        |
| Minutes jouées             | 46               | Magic d'Orlando           | 20 décembre 2016 | 36       | @ Raptors de Toronto    | 15 mai 2016   |

- Double-double : 15 (dont 1 en playoffs)
- Triple-double : 0

Dernière mise à jour : 29 novembre 2022

## Salaires
Les gains de Justise Winslow en carrière sont les suivants :
| Année       | Équipe                             | Salaire      |
| ----------- | ---------------------------------- | ------------ |
| 2015-2016   | Heat de Miami                      | 2 481 720 $  |
| 2016-2017   | Heat de Miami                      | 2 593 440 $  |
| 2017-2018   | Heat de Miami                      | 2 705 040 $  |
| 2018-2019   | Heat de Miami                      | 3 448 926 $  |
| 2019-2020   | Heat de Miami Grizzlies de Memphis | 13 000 000 $ |
| 2020-2021   | Grizzlies de Memphis               | 13 000 000 $ |
| 2021-2022   | Trail Blazers de Portland          | 3 902 439 $  |
| Total Gains | Total Gains                        | 41 131 565 $ |
| 2022-2023   | Trail Blazers de Portland          | 4 097 561 $  |

## Vie privée
Son père, Rickie Winslow, est un ancien basketteur qui a joué au poste d'ailier pour l'université des Cougars d'Houston entre 1983 et 1987 où il a été membre de la célèbre équipe Phi Slama Jama qui était composée notamment d'Hakeem Olajuwon et Clyde Drexler. Il a été sélectionné en 28e position de la Draft 1987 de la NBA par les Bulls de Chicago.
Sa mère, Robin Davis, habite à Houston.
Son grand frère Brandon possède une entreprise de marketing à Los Angeles. Son frère Josh est dans une équipe de football au Dartmouth College, et sa sœur Bianca est dans une équipe de basket-ball à l'université de Houston. Son demi-frère Cédric vit à Houston.